# Mehmed Teufik Azabagić
Mehmed Teufik ef. Azabagić (Tuzla, 1838. – Tuzla, 1918.), bosanskohercegovački muslimanski je teolog, drugi po redu reis-ul-ulema u razdoblju Austro-Ugarske.

## Životopis
Mehmed Teufik ef. Azabagić sin Osman-bega rođen je u Tuzli 1838. godine. Potiče iz ugledne i bogate tuzlanske obitelji, Azabagića. Osnovno i srednje obrazovanje završio je u Tuzli, a zatim je otišao na studije islamskih znanosti u Istanbul. Diplomirao je 1868. godine, a potom se vratio u svoj rodni grad. U radnom vijeku prošao je sve pozicije u Islamskoj zajednici u Bosni i Hercegovini. Bio je imam, hatib, vaiz, a potom upravitelj ruždije u Sarajevu, kada je premješten na isti položaj u Tuzlu, gdje je istovremeno vršio i funkciju kadije. Nakon što je Austro-Ugarska okupirala Bosnu i Hercegovinu 1878. godine postavljen je za tuzlanskog muftiju. Na toj funkciji istakao se dobrim organizatorskim sposobnostima i pročuo kao sposoban alim, vaiz i pedagog.
Na položaju reis-ul-uleme Mehmed Teufik ef. Azabagić je bio od 1893. do 1909. godine. Imenovan je 25. listopada 1893. godine a svečana predaja menšure i ustoličenje bili su 20. studenog iste godine, u rezidenciji Konak, nakon dove u Carevoj džamija u Sarajevu.
Njegov mandat je obilježen teškim vremenom, vremenom borbe borbe za bolji i pravedniji status muslimana, borbe za njihovu vjersku i vjersko-prosvjetnu autonomiju. Dobivanjem vjerske i vjersko-prosvjetne autonomije muslimani u Bosni i Hercegovini pripremali su se da donesu novi statut Islamske zajednice u Bosni i Hercegovini i po njemu da izaberu reis-ul-ulemu. Reis-ul-ulema Azabagić je procijenio da bi za njega bilo najbolje da se povuče u mirovinu, što je i uradio 1909. godine. Ostatak života proživio je u Tuzli. Umro je u 80-toj godini života 22. svibnja 1918. godine. Ukopan je u haremu Jalske džamije u Tuzli gdje mu se i sada nalaze nišani.

## Risala o hidžri
Reis-ul-ulema Mehmed Teufik Azabagić je iza sebe ostavio bitno djelo Risala o hidžri, koje je objavljeno za njegova života 1886. godine. Djelo se bavilo važnim pitanjem: kakav je šerijatsko-pravni status Bosne i Hercegovine nakon austrougarske okupacije 1878. godine, je li ona Daru-l-islam (kuća islama) ili Daru-l-harb (kuća rata), te sljedstveno tome je li muslimanima dozvoljeno da u njoj borave ili treba da se isele na teritorije pod kontrolom muslimana.
Azabagić je u svojoj poslanici odgovorio da je muslimanima dozvoljeno ostati u Bosni i Hercegovini nakon okupacije i da ne treba činiti hidžru. Sve je to argumentovao šerijatskim dokazima. Njegov stav potvrdio je Muhammed Rešid Rida 1909. godine odgovarajući u časopisu El-Menar na pitanje jednog učenika medrese iz Travnika. Taj članak pod naslovom Hidžra i propis o njoj koji se tiče muslimana u Bosni ušao je u enciklopedijske odrednice u hidžri.
U ovim fetvama je slijeđeno mišljenje da je jedna teritorija i dalje Daru-l-islam, ako je u toj zemlji i dalje muslimanima garantovan život, vjera, čast imetak, posebno obavljanje džume i bajram namaza i primjena šerijatskog personalnog prava. 

## Vanjske poveznice
- Reisu-l-ulema Azabagić: Lider o(p)stanka